# Amusement

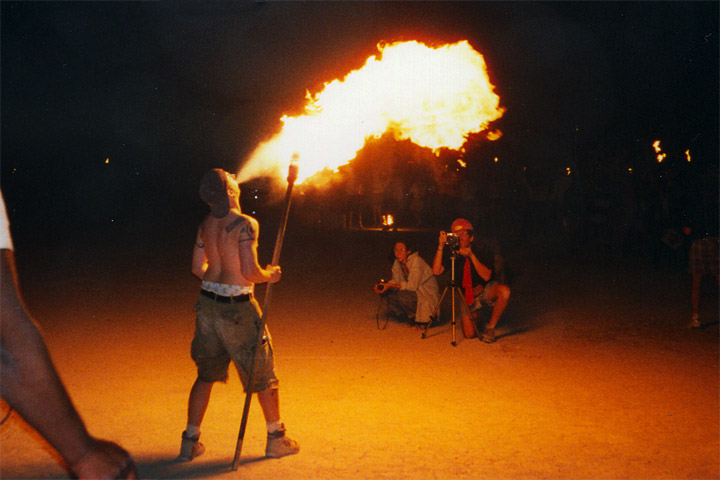
Een vuurspuwer

Het begrip amusement heeft een verstrekkende betekenis. In het algemeen wordt aangenomen dat het een bedrijvigheid is die dient ter verstrooiing en vermaak.  Dit betekent dat een handeling of werkzaamheid, die voor een beroepspersoon een taak is, voor de amateur in dat opzicht verstrooiing biedt en amusement betekent. In deze zin is een hobby amusement. Amusement is daarnaast -in passieve, ontvangende zin- ook verbonden met de beeldende kunst, muziek, theater, film, musical en dergelijke. Ook hier speelt verstrooiing een rol.
Amusement past zich qua vorm aan de tijdgeest aan. Een moderne tendens is dat amusement direct moet voldoen aan de verwachtingen van mensen, die tegenwoordig keuze hebben uit veel meer amusementsvormen dan in vroeger tijden (of in minder rijke landen). Ook wordt amusement in deze tijd van technologische hulpmiddelen (bijvoorbeeld: walkman, discman, mp3-speler) op een meer individuele wijze genoten dan vroeger. Dit kan nu veelal op ieder moment van de dag. De komst van internet met zijn vele spellenwebsites heeft deze ontwikkeling zeer versterkt.